# Inoue Masakichi
Inoue Masakichi (jap. 井上 政吉; * 18. Januar 1886 in der Präfektur Kyōto, Japan; † 7. April 1975) war ein Generalleutnant der Kaiserlich Japanischen Armee.

## Leben
Der in der Präfektur Kyoto geborene Inoue Masakichi schloss 1908 die Kaiserlich Japanische Heeresakademie ab. Von 1933 bis 1935 war er Befehlshaber des Militärdistrikts Tsu, bevor er zum Befehlshaber des 6. Infanterieregiments wurde. 1936 übernahm er den Befehl über das 3. Regiment der Kaiserlich Japanischen Garde.
Nach Beginn des Zweiten Japanisch-Chinesischen Krieges wurde Inoue zur 5. Division versetzt, in der er bereits früher gedient hatte. Doch obwohl er offiziell bereits in der in China stationierten Division diente, hatte er noch bis Anfang 1938 den Befehl über die Heeresgrundschule Sendai und die 36. Infanteriebrigade in Japan. Erst daraufhin wurde er nach China versetzt, wo er verschiedene Stabspositionen im Hauptquartier der Kwantung-Armee bekleidete. Am 6. November 1939 wurde er zum Oberbefehlshaber der 23. Division und erhielt den Befehl, die in der Schlacht am Chalchin Gol fast vollständig zerschlagene Division wieder aufzubauen. Er behielt diesen Posten bis zum 1. März 1941, als er sich in den Ruhestand verabschiedete.
Aufgrund der schlechten Kriegslage im Pazifikkrieg wurde Inoue 1945 wieder in den aktiven Dienst zurückberufen und übernahm bis zur Kapitulation Japans den Befehl über die Heeresinfanterieschule Toyama. Nach Kriegsende ging er wieder in den Ruhestand. Nach seinem Tod 1975 wurde er auf dem Friedhof Tama bei Tokio beigesetzt.